# Sydstatsrock
Sydstatsrock, (Southern rock) är en subgenre inom rockmusik som var stor under 1970-talet, med starkast fokus på elgitarr och sång. Sydstatsrockbanden var under det tidiga 1970-talet en viktig del av den hårdare rocken i USA. Man hämtade inspirationen från den tunga bluesrocken i slutet av 1960-talet och från country, särskilt då honky tonk och Bakersfield Sound. Fastän det är okänt varifrån termen kom, "känner många att dessa bidrag till rockutvecklingen minimerats i rockhistorien."

## Historik
Det första sydstatsrockbandet var Allman Brothers Band som fortsatte på de improvisatoriska tendenserna och högljuddheten från Cream och Grateful Dead men som låg närmare rockens blues- och country-rötter.
De följdes snart av Lynyrd Skynyrd som spelade en tyngre och mer högljudd musik än Allman Brothers Band. Genren minskade i betydelse någon gång i början av 1980-talet efter att bland andra Molly Hatchet fick en rad AOR-hits. 
Ett annat band som i alla fall under 1970-talet spelade sydstatsrock är ZZ Top; under 1980-talet började de dock använda sig av synthesizers och spela en något poppigare och mer kommersiell musik, även om rötterna alltid har funnits i bluesrocken. På deras senaste skivor har de dock återvänt lite till sina rötter.

## Exekutörer i urval
- The Allman Brothers Band
- Atlanta Rhythm Section
- Black Oak Arkansas
- Black Stone Cherry
- Blackberry Smoke
- Dixie Dregs
- Tom Petty And The Heartbreakers
- Drive-By Truckers
- Johnny Winter
- Lynyrd Skynyrd
- Molly Hatchet
- Stevie Ray Vaughan
- Wet Willy
- ZZ Top

## Exempel på southernrocklåtar
- "Ranblin' Man" – The Allman Brothers Band (1973)
- "Imaginary Lover" – Atlanta Rhythm Section (1978)
- "Sweeet Home Alabama" – Lynyrd Skynyrd (1974)
- "La Grange" –  ZZ Top (1973)

### Fotnoter
1. ↑  Brant, Marley. Southern Rockers: the roots and legacy of Southern rock. New York: Billboard Books, 1999. 22. Print.